# Anders Palmgren (programledare)
Sven Anders Palmgren, född 1 december 1954 i Visby, är en svensk journalist ochprogramledare på SVT.
Palmgren utbildades sig till journalist vid Journalisthögskolan i Stockholm. Under 1980-talet arbetade han som reporter på ett flertal tidningar som Expressen, Dagens Nyheter och Svenska Dagbladet. Vid Veckan Affärer arbetade under tidigt 1990-tal som utrikeskorrespondent i New York & Bryssel innan han 1993 började arbeta på TV4. Under de första 10 åren som reporter och under de nästkommande åren i olika chefsroller. Sedan 2023 är han programledare för SVT-produktionen Studio 65.